# Kay Johnson

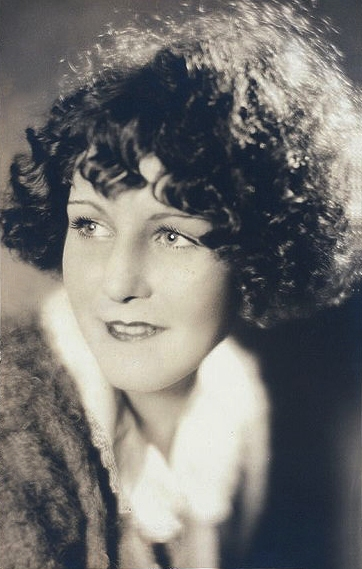
Kay Johnson

Catherine „Kay“ Townsend Johnson (* 29. November 1904 in Mount Vernon, New York; † 17. November 1975 in Waterford, Connecticut) war eine US-amerikanische Schauspielerin.

## Leben und Karriere
Kay Johnson, die Tochter eines Architekten aus Michigan, studierte Schauspiel an der American Academy of Dramatic Arts. Sie gab bereits mit 19 Jahren ihr Debüt am Broadway in der Komödie Go West, Young Man, in den folgenden sechs Jahren bis 1928 spielte sie in neun weiteren Broadway-Produktionen. Mit Beginn des Tonfilmes Ende der 1920er Jahre wechselte Johnson nach Hollywood, wo sie ihr Filmdebüt gleich als Hauptdarstellerin einer Prestigeproduktion machen konnte: Im Filmdrama Dynamit (1929) von Cecil B. DeMille, wo sie eine Millionenerbin spielte. Auch in den meisten ihrer 22 weiteren Filme wurde Johnson fortan als elegante und stilbewusste Dame aus besserer Gesellschaft besetzt.
Ihr vielbeschäftigstes Jahr als Filmschauspielerin war 1930, wo sie in gleich sieben Filmen größere Rollen hatte, darunter erneut unter DeMilles Regie in Madam Satan sowie in King Vidors Western Billy the Kid. Insgesamt konnte sich Johnson jedoch nicht als Top-Star etablieren, weshalb sie im weiteren Verlauf der 1930er Jahre meist nur Nebendarstellerin blieb. Sie war unter anderem in Frank Capras Filmdrama Der Tag, an dem die Bank gestürmt wurde (1932) als untreue Ehefrau von Walter Huston zu sehen und spielte in der Komödie This Man Is Mine (1934) neben Irene Dunne. Kay Johnson begann sich vermehrt ihrem Privatleben zu widmen: Bereits 1928 hatte sie den Filmregisseur John Cromwell geheiratet. In den 1930er Jahren spielte sie in mehreren Filmen ihres Mannes, am nennenswertesten ist wohl ihr Auftritt in der Somerset-Maugham-Verfilmung Of Human Bondage neben Bette Davis und Leslie Howard. Das Ehepaar bekam zwei Kinder, darunter den bekannten Schauspieler James Cromwell.
Ihre Scheidung von Cromwell erfolgte im Jahr 1946, während dieser Zeit war sie am Broadway in der Hitkomödie State of the Union (später als Der beste Mann verfilmt) zu sehen. Danach zog sich Johnson weitgehend ins Privatleben zurück, nur 1954 spielte sie nochmals nach zehn Jahren ohne Filmauftritt eine Nebenrolle im Western Der Schatz der Jivaro an der Seite von Rhonda Fleming. Kay Johnson starb 1975, knapp zwei Wochen vor ihrem 71. Geburtstag, in Connecticut.

## Filmografie
- 1929: Dynamit (Dynamite)
- 1930: The Ship from Shanghai
- 1930: This Mad World
- 1930: The Spoilers
- 1930: Madam Satan
- 1930: Billy the Kid
- 1930: Passion Flower
- 1931: The Single Sin
- 1931: The Spy
- 1932: Der Tag, an dem die Bank gestürmt wurde (American Madness)
- 1932: Thirteen Women
- 1934: Eight Girls in a Boat
- 1934: This Man Is Mine
- 1934: Of Human Bondage
- 1934: Their Big Moment
- 1935: Village Tale
- 1935: Jalna
- 1938: White Banners
- 1939: Verrat im Dschungel (The Real Glory)
- 1942: Abenteuer in der Südsee (Son of Fury)
- 1944: Die Abenteuer Mark Twains (The Adventures of Mark Twain)
- 1954: Der Schatz der Jivaro (Jivaro)